# Cantó de Bernay-Oest
El cantó de Bernay-Oest és un cantó francès del departament de l'Eure, situat al districte de Bernay. Té 9 municipis i el cap es Bernay.

## Municipis
- Bernay (part)
- Caorches-Saint-Nicolas
- Courbépine
- Malouy
- Plainville
- Plasnes
- Saint-Martin-du-Tilleul
- Saint-Victor-de-Chrétienville
- Valailles

## Història
| Data d'elecció                           | Identitat          | Partit          | Qualitat |
| ---------------------------------------- | ------------------ | --------------- | -------- |
| 1985-2004                                | Joël Bourdin       | UDF             |          |
| 2004-2009                                | Hervé Maurey       | UDF, després NC |          |
| 2009-                                    | Jean-Hugues Bonamy | UMP-NC          |          |
| les dades anteriors no són pas conegudes |                    |                 |          |
|                                          |                    |                 |          |